# Pierre Godeau (réalisateur)
Pour les articles homonymes, voir Pierre Godeau et Godeau.
Pierre Godeau est un réalisateur et scénariste français, né à Clamart le 21 novembre 1986.
Il est le fils de Philippe Godeau.

## Filmographie
Sauf indication contraire, les informations mentionnées dans cette section peuvent être confirmées par les bases de données cinématographiques IMDb et Allociné,  présentes dans la section « Liens externes ».

### Réalisateur et scénariste
- 2013 : Juliette
- 2016 : Éperdument
- 2018 : Raoul Taburin
- 2024 : Sous le vent des Marquises

### Acteur
- 1996 : Le Huitième Jour de Jaco Van Dormael : le neveu de Georges

### Autres
- 2009 : Mr Nobody de Jaco Van Dormael - opérateur assistant vidéo
- 2013 : 11.6 de Philippe Godeau - conseiller musical
- 2013 : Juliette de lui-même - co-monteur